# Hundevæddeløb
|  | Sammenskrivningsforslag Artiklerne Væddeløbshund, Hundevæddeløb er foreslået sammenskrevet. (Siden april 2019) Diskutér forslaget |

Et hundevæddeløb er et organiseret væddeløb, hvor hunde løber om kap rundt på en oftest oval bane. Greyhound er den mest almindelige væddeløbshund, men der arrangeres også væddeløb med whippet. Baneunderlaget er sand og hundene jager en kunstig hare monteret på en skinne rund på banen. I Europa inklusive Danmark er der seks deltagende hunde i hvert løb, mens der i USA og Australien typisk er otte. De fleste steder er der totalisatorspil forbundet med hundevæddeløb hvor publikum kan spille på hundene. I Danmark findes der to væddeløbsbaner, Kallerupbanen i Hedehusene og Midtjysk Greyhound Stadion i Bjerringbro.

## Historie
Hundevæddeløb på bane stammer fra USA hvor den første bane blev bygget i Californien i 1919. Sporten dukkede første gang op i Europa i Storbritannien i 1926. I 1968 blev den første permanente bane, Kallerupbanen, bygget i Danmark. Som kommerciel sport dyrkes hundevæddeløb i dag hovedsageligt i USA, Australien, Irland og Storbritannien mens det i resten af Europa primært dyrkes på hobbyplan. 